# Amt Klixbüll
Das Amt Klixbüll war ein Amt im Kreis Südtondern in Schleswig-Holstein. Es bestand aus den fünf nachfolgend genannten Gemeinden:
1. Bosbüll
2. Karlum
3. Klixbüll
4. Lexgaard
5. Tinningstedt

## Geschichte
1889 wurde im Kreis Tondern der Amtsbezirk Klixbüll aus den Gemeinden Karlum, Klixbüll, Lexgaard und Tinningstedt sowie den Gutsbezirken Klixbüllhof und Karrharde gebildet. Nach Auflösung der Gutsbezirke wurden diese in die Gemeinde Klixbüll eingegliedert. 
1948 wurde der Amtsbezirk aufgelöst und die vier Gemeinden bildeten fortan das Amt Klixbüll. Die Gemeinde Bosbüll wurde 1958 aus einem Teil der Gemeinde Klixbüll gebildet.
1966 wurde das Amt aufgelöst. Die Gemeinden Bosbüll und Lexgaard kamen zum Amt Süderlügum. Die anderen drei Gemeinden bildeten mit zwanzig weiteren Gemeinden aus den Ämtern Enge, Leck und Medelby das Amt Süderkarrharde, das sich 1967 in Amt Karrharde umbenannte.